# 미크라옷 그돌롯
미크라옷 그돌롯(히브리어: מקראות גדולות,  Mikraot Gedolot, '위대한 성경')은 히브리어 성경(타나크)의 하나이며, 일반적으로 다음 네 가지 항목이 포함된 판을 말한다.
- 마소라 전승에 따라 히브리 문자로 작성된 본문에, 모음기호, 영창기호가 부가된 성경의 본문.
- 성경 본문에 부가된 마소라 주석
- 아람어 타르굼
- 성경 주석 (해설) (페샤트(peshat) 전승에 따른 중세의 해설이 가장 일반적이며 중요하게 취급)

미크라옷 그돌롯은 '랍비들의 성경'으로도 불린다. 수많은 판본이 제작되어 왔으며, 유명한 판으로는 벤 하임  판본이 있다.

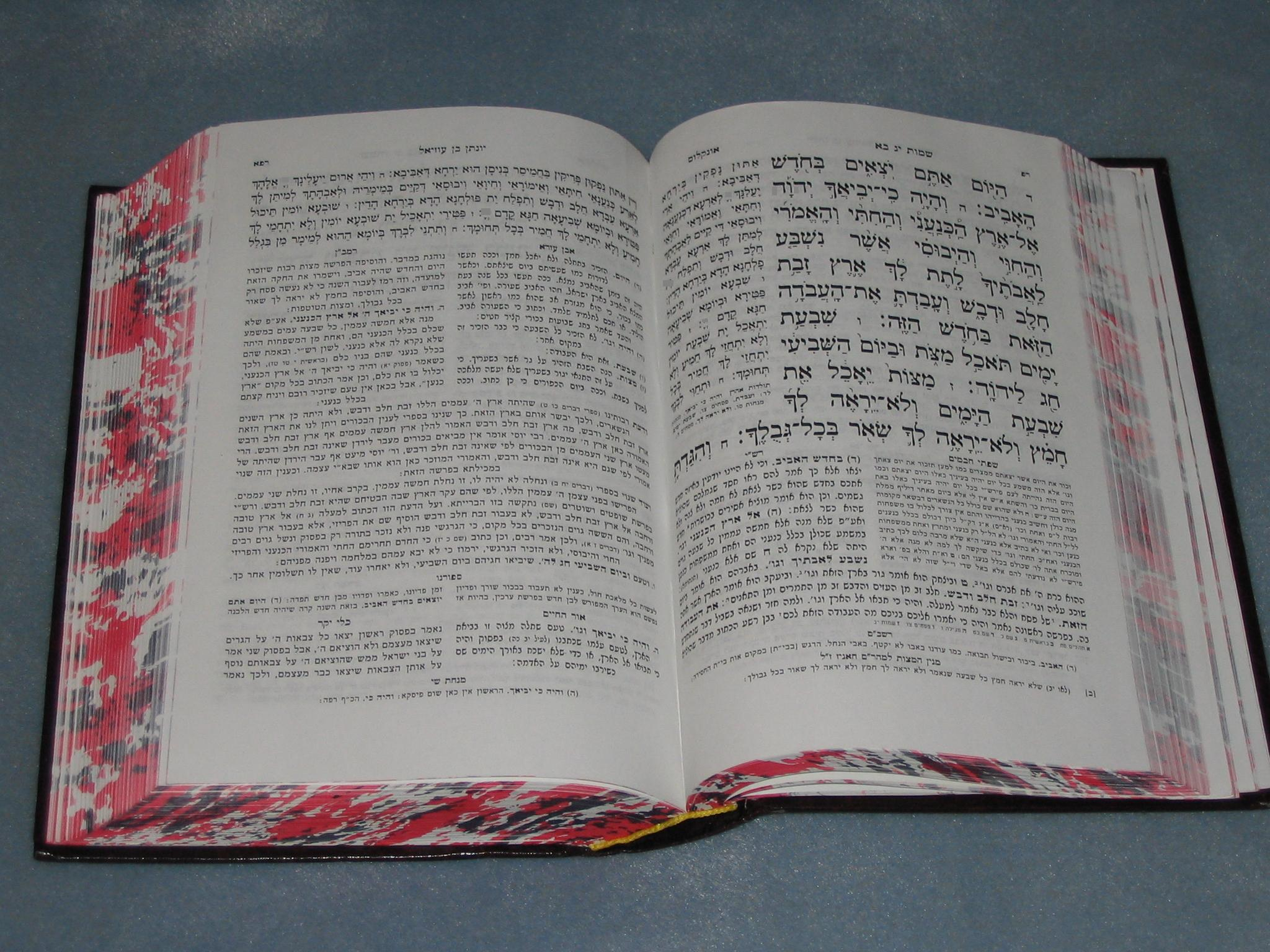
책 형태의 미크라옷 그돌롯(쿠마쉬)의 한 페이지

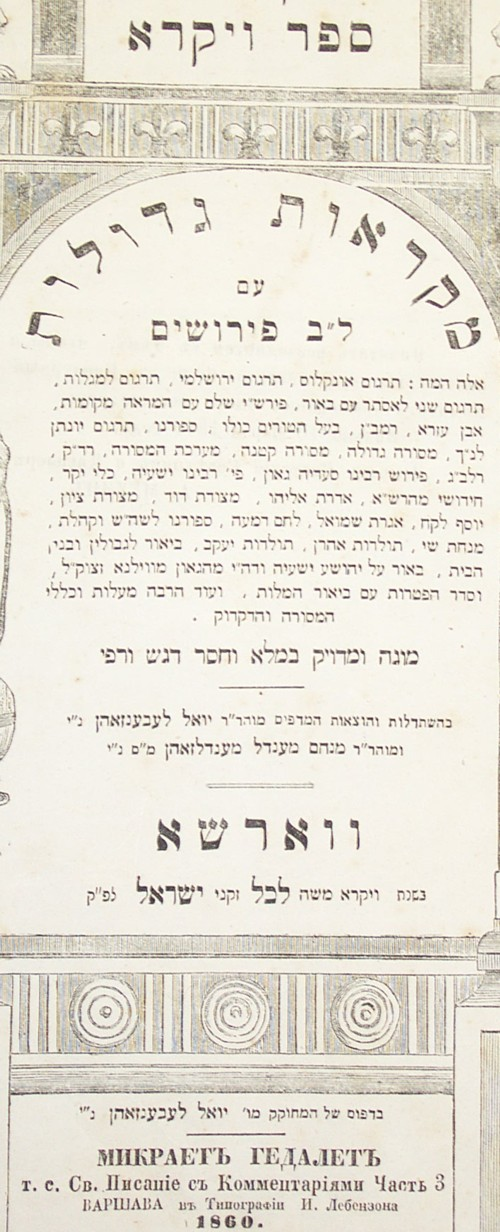
바이크라(레위기), 바르샤바 판, 1860년, 제목장

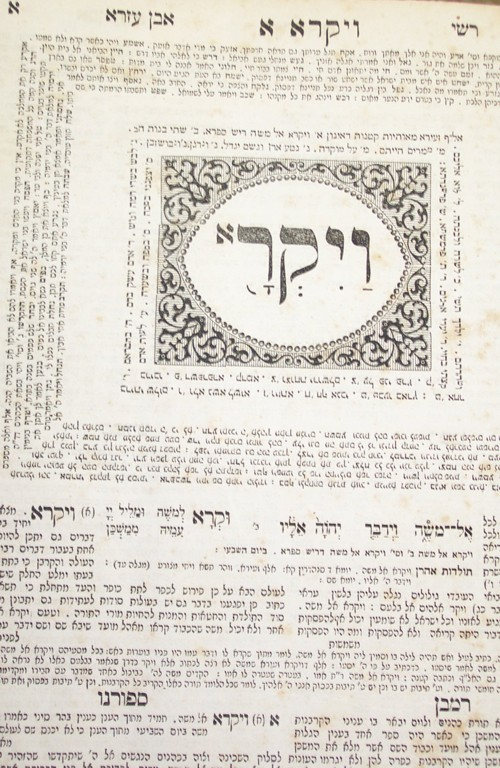
바이크라(레위기), 바르샤바 판, 1860년 첫째 장

## 성경 주석
미크라옷 그돌롯에는 타르굼 온켈로스(토라의 아람어 해석본) 및 라시(중세 프랑스의 랍비)의 주석 등의 표준적인 히브리어 성경 주석을 포함하여, 몇가지 주석들이 포함된다. 한 예로 탈무드 등의 출판으로 저명한 롬 출판사(Romm publishing house)판의 미크라옷 그돌롯에는 다음 주석들이 첨부되어 있다고 한다.
- Targum Jonathan
- Targum Yerushalmi ( 토라 )
- Rashbam
- Tosafot (토라)
- Chaim ibn Attar(Or Hachaim)
- Abraham ibn Ezra
- David Kimhi
- Nahmanides
- Gersonides
- Jacob ben Asher
- Obdiah ben Jacob Sforno
- Shabbathai Bass (Siftei Chakhamim)
- Obadiah of Bertinoro
- Shlomo Ephraim Luntschitz
- Don Isaac Abrabanel
- Joseph Kara

새로운 판본에는 바룩 할레비 엡스타인의 토라 테미마(Temimah)가 포함된다.

## 벤 하임 판본
미크라옷 그돌롯 가운데 유명한 벤 하임 판본(Ben Hayyim edition)은 마소라 철학자 야콥 벤 하임(Yaakov ben Hayyim)이 저술하여, 1516~17년 사이에 다니엘 봄베르그(Daniel Bomberg)가 베네치아에서 출판하였다. 이 책 안에 포함된 성경 본문, 마소라 주석, 타르굼 등은 벤 하임이 소장하고 있던 필기 사본을 바탕으로 했다고 한다.
이 벤 하임판의 마크라옷은 중요한 진전으로 평가를 받았으나, 수 천개의 기술적인 오류를 포함하고 있었다. 이에 관하여는 유대 지도자들에 의한 이론들이 존재했는데, 이들 이의는 당시 유대인 출신 그리스도인이었던 펠릭스 프라텐시스(Felix Prantensis)가 편집한 미크라옷 그돌롯의 첫 판본과의 차이에 근거한다. 한편 그리소드인이었던 봄베르그는 이 판본에 대해 교황에게 공식 승인(imprimatur) 인가를 요구했는데, 이런 사실은 유대인들의 작업 특성 상 맞지 않는 행위였다. 봄베르그는 일부 유대인 편집자들의 지침에 맞춰 다른 판본을 만들어야 했었다.
그럼에도 불구하고, 이 판본의 첫번째 판은 현재에 이르기까지 많은 판본들의 모델 역할을 하고 있다. 성경 본문에서 발견된 벤 하임의 오류들은, 이후에 므나헴 론자노(Menahem Lonzano)와 슐로모 예디디아 노르지(Shlomo Yedidiah Norzi)에 의해 수정이 되었다.
벤 하임 판 미크라옷 그돌롯은 1611년판 킹 제임스 성경 및 스페인어 레이나 발레라 성경(Reina-Velera)의 공인 텍스트(textus receptus)로 사용되었다.

## 최근 인쇄 버전
최근 몇십년 전까지, 그리고 오늘날의 적지 않은 판본은 19세기 말 동유럽 판의 미크라옷 그돌롯을 재인쇄한 것들인데, 사실상 위에서 언급한 벤 하임판이었다.
최근 세대의 미크라옷 그돌롯 판본이, 알레포 지역의 유대인들이 가지고 있었던 타나크의 필사본인 알레포 사본(Aleppo Codex, Keter Aram Tzova)를 바탕으로 발표되었다. 이 뿐만 아니라 최근에 발견된 고대의 필사본들을 참고하여 주석에도 보강이 이루어졌다. 대표적인 세 가지 판본은 다음과 같다.
- 바르 일란 대학교 미크라옷 그돌롯 하케테르(Mikra'ot Gedolot Haketer), 므나힘 코헨 저 (17권 구성, 창세기(2권), 탈출기(2권), 레위기, 민수기, 신명기, 여호수아 및 판관기(1권), 사무엘서, 열왕기서, 이사야, 예레미야, 에제키엘, 소선지자서, 시편(2권), 다섯 메길로스 - 아가, 룻기, 애가, 코헬렛(전도서), 에스테르(에스더) (1권))
- 토라트 하임(Torat Hayim), 모사드 하라브쿡 출판 (12권, 토라, 잠언, 다섯 메길로스)
- Chorev Mikraot Gedolot, Hotzaat Chorev 출판(토라만)

## 참고
- Menaḥem Cohen, "Introduction to the Haketer edition," in Mikra'ot Gedolot Haketer: A revised and augmented scientific edition of "Mikra'ot Gedolot" based on the Aleppo Codex and Early Medieval MSS (Bar-Ilan University Press, 1992).

### Wikimedia 프로젝트
위키소스에는 미크라옷 그돌롯이 히브리어판 (대부분의 내용이 존재) 및 영어 번역판 (히브리어판의 번역)로 공개되어 있음.

### 온라인 판
- 벤 하임 판의 오리지널 판
- Mikraot Gedolot AlHaTorah - 무료. 커스터마이즈판, 26가지 주석이 추가
- Mikraot Gedolot Haketer - 무료 온라인 판, 므나힘 코헨, 바르 일란 대학교
- The Second Rabbinic Bible (Mikraot Gedolot) (מקראות גדולות) Volume I, Yaakov ben Hayyim, 1524; 
digital copy: Yaakov ben Hayyim, 1524: The Second Rabbinic Bible
- 1912 Vilna Edition
  - Volume I (창세기)
  - Volume II (탈출기)
  - Volume III (레위기)
  - Volume IV (민수기)
  - Volume V (신명기)